# Saint-Martin-de-Juillers
Saint-Martin-de-Juillers là một xã trong tỉnh Charente-Maritime trong vùng Nouvelle-Aquitaine, tây nam nước Pháp. Xã Saint-Martin-de-Juillers nằm ở khu vực có độ cao trung bình 53 mét trên mực nước biển.